# Keep Your Hands Off My Girl
Keep Your Hands Off My Girl (ang. Zabieraj ręce od mojej dziewczyny) – pierwszy europejski singel zespołu Good Charlotte z płyty Good Morning Revival. Piosenka opowiada o idealnej dziewczynie "niedostępnej" dla wokalisty, gdyż ona ma już chłopaka. Różni faceci walczą o nią, ale on nie chce się bić.
Powstały dwa klipy do tego singla. Pierwszy – wyreżyserowany przez Marvina Scotta Jarreta – był nagrywany w szarej sali. Drugie wideo przedstawiało chłopaków grających w podziemnym klubie, gdzie większość stałych klientów stanowiły pociągające kobiety. Teledysk nakręcił Samuel Bayer, twórca klipu do Hold On. "Keep Your Hands Off My Girl" dotarł na pierwsze miejsce rockowej listy na MTV2 w Europie.

## Lista utworów
1. "Keep Your Hands Off My Girl"
2. "Face The Strange"

Dodatkowo w wersji premium:
1. "I Just Wanna Live" (Acoustic Version)
2. "Keep Your Hands Off My Girl" (Broken Spindles Remix)
3. "Keep Your Hands Off My Girl" (Video)